# Clon
Clon là một chi bọ cánh cứng trong họ 
Elateridae.
Chi này được miêu tả khoa học năm 1900 bởi Semenov.

## Các loài
Chi này có các loài:
- Clon cerambycinus Semenov, 1900